# Fakta
 For alternative betydninger, se Fakta (flertydig). (Se også artikler, som begynder med Fakta)
Fakta A/S er en dansk supermarkedskæde af discountbutikker, der er ejet af Coop Danmark. Kæden bestod tidligere af 370 butikker i Danmark (2019). I dag eksisterer der kun 3 butikker i Tyskland i nærheden af den danske grænse. I 2010 var kæden med en markedsandel på 22,9 procent af discount-dagligvaremarkedet den næststørste aktør på det danske marked, kun overgået af Netto.
I september 2022 annoncerede Coop at Fakta navnet ville blive nedlagt og skifte navn til Coop 365.
De eneste fakta-butikker tilbage i dag er grænsebutikkerne i Sydslesvig/Flensborg i Tyskland.

## Historie
Keld og Thorkild Droob startede sammen med John Hanssen Dansk Discount A/S i 1981, men allerede i 1982 ændredes navnet til Fakta. I 1987 bliver de 85 eksisterende Fakta-butikker solgt til FDB, det nuværende Coop Danmark.
I 2011 planlagde kæden at vokse til 450 butikker gennem de næste fire år.Dengang var Fakta flere år i træk den hurtigst voksende dagligvarekæde i Danmark.[kilde mangler] Omsætningen rundede i 2010 10 milliarder kroner. Pr. 24. januar 2013 bestod kæden af 400 butikker.
Kæden havde fra grundlæggelsen hovedsæde i Vejle, men flyttede i 2011 til Coops hovedsæde i Albertslund.
Efter et dårligt regnskabsår i 2013 med et underskud på 113 millioner kroner, fik Fakta ny direktør. Niels Karstensen tiltrådte stillingen september 2013. Fakta kom ud af 2013 med et underskud på 113 millioner kroner mod et overskud på 197 millioner i 2012. Det skyltes blandt andet Faktas ekspansionstrategi, om at åbne 100 nye butikker. For at komme underskuddet til livs brugte Fakta 300 millioner, over 2015 og 2016, på at omstille de 444 Faktabutikker med nyt inventar og et helt nyt koncept. Med det nye koncept, bestræber Fakta sig på at blive “danmarks (måske) flinkeste discountbutik”.
I september 2022 meddelte Coop at fakta helt skulle afvikles inden december samme år. De fleste butikker vil dog blive videredrevet under det nye discountkoncept Coop 365discount.

## Fakta Q
En del af butikkerne var Fakta Q-butikker. Det var mindre, centralt beliggende butikker med begrænset sortiment. Blandt andet havde butikkerne ikke non food-tilbudsvarer, men større udvalg inden for convenience food. Der fandtes ligeledes Fakta Quick-butikker.

## Geografisk dækning
Fakta har butikker i følgende lande pr. 11. november 2014:
| Land     | Siden | Butikker |
| -------- | ----- | -------- |
| Danmark  | 1981  | 444      |
| Tyskland | 2013  | 3        |

## Faktas grænsebutikker
I 2013 åbnede Fakta sine to første butikker syd for grænsen i Harreslev ved Flensborg og i Aventoft i Nordfrisland. I 2014 kom Sønder Løgum til.